# Hébécourt, Eure
Hébécourt är en kommun i departementet Eure i regionen Normandie i norra Frankrike. Kommunen ligger i kantonen Gisors som tillhör arrondissementet Les Andelys. År 2022 hade Hébécourt 634 invånare.

## Befolkningsutveckling
Antalet invånare i kommunen Hébécourt
Referens:INSEE